# Charlie Babcock
Charlie William Babcock (ur. w maju 1979 w Grosse Pointe, Michigan) – amerykański aktor filmowy i telewizyjny. Najbardziej znany z roli Stu - sekretarza Lynette Scavo w firmie Parcher & Murphy w serialu Gotowe na wszystko. Grał również w 8 Simple Rules oraz Dowodach zbrodni. 
Pojawił się w takich filmach jak Żyć szybko, umierać młodo czy Spoonaur.

## Filmografia
- 2005 i 2008: Gotowe na wszystko jako Stu Durber
- 2005: Good Humor Man, The jako Van Herkey
- 2005: RewinD jako Charlie
- 2004: Spoonaur jako Paul
- 2003: Dowody zbrodni jako Josh
- 2002: Żyć szybko, umierać młodo (Rules of Attraction, The) jako chłopak na imprezie
- 2002 – 2005: 8 Simple Rules jako Luke